# Bedanda
Bedanda est un secteur de la région de Tombali au sud de la Guinée-Bissau.